# Amit Ofir
Amit Ofir (Or Yahuda 16. jul 1978) popularni je izraelski pisac, trener, preduzetnik i biznismen, javni govornik, filantropist, prezeter, illustrator i umetnik. Njegove knjige su namenjene kako mladima tako i odraslima. Njegova prva knjiga, The Beetle That Wants To Be, objavljena je u Izraelu 2000. godine i ubrzo postala bestseler. Godine 2003. knjiga je takođe objavljena na engleskom jeziku. Tokom godina, Ofir je objavio mnogo knjiga, a neke su prevedene i na više od 30 jezika. Jedna od njih je i o putovanju kroz Srbiju.

## Život i karijera
Rođen je u Izraelu, u gradu Or Yehuda u kome je proveo detinjstvo i završio osnovno školovanje. Nakon što je zavrśio srednju školu u gradu Netanya, studirao je animaciju na Akademiji umetnosti i dizajna Bezalel u Jerusalimu.
U periosu od 2000. do 2002. godine putovao je Južnom Amerikom u kojoj je radi za motel u Brazilu na ostrvu Morro de Sao Paulo.
U 2018. godini sa ekipom iz izraelskih medija Ofir je boravio u Srbiji, kroz koju ih je vodio Darko Gavrilović ispred Talas travel inkaming turoperatorkse agencije. Cilj posete bila je promocija turizma u Srbiji učešće u turističkom filmu kao prezertner, za izraelskog filmskog direktora Gila Lupa.

## Likovno i književno stvaralaštvo
Ofir je razvio jedinstvenu tehniku, koju je nazvao „lako crtanje” jer uz pomoć nje svaki nacrtani lik nastaje kroz pet jedostavnih koraka. Tehniku je osmislio 2005. godine nakon što je nacrtao preko 500.000 crteža na kamenim oblutcima.
Ofirove književna dela, počev os prva knjiga objavljene u 2000. godini (kada je imao 21 godinu) iz oblasti umetnosti. Ona imaju za cilj ne samo da edukuju čitaoce širom sveta, kako da crtaju, već i da nauče kako da preko crtanja međusobno komuniciraju.
Ofir je takođe napisao mnoge knjige o osnaživanju timova, menadžmentu vremena, putovajima i razvijanju metoda koje pomažu milionima ljudi da žive bolje živote.
Godine 2014. otvara ‘Bestseller Books Publishing House & Literary Agency’ koja se specijalizovala za objavljivanje knjiga različitih žanrova kao što su: biznis, lični razvoj, osnaživanje, obrazovnu fantastiku i kjige za decu. Za svaku knjuigu koja se objavi u njegovoj izdavačkoj kući, Ofir donira deo novca za sađenje drveća.
Njegova knjiga 24/8- Tajna mega efikasnosti kroz ostvarivanje višeg za menje vreme je 2015. objavljena u cpecijalnom izdanju sa gospodinom Eyal Nir na poljskom jeziku u izdanju kuće Wena. U knjizi, Ofir objašnjava jedan od njegovih metoda za menadžment vremena, zvanog domino efekat.

## Objavljena dela na više jezika
| Godina | Hebrajski                                          | Engleski                                                                  | Poljski                                   |
| 2000   | חיפוש מחפש משמעות                                  | The Beetle that wants to be                                               |                                           |
| 2001   | כשאני ואת מדברים באהבה                             |                                                                           |                                           |
| 2002   | סוד היחד של החיים                                  |                                                                           |                                           |
| 2003   | משמעות מחפשת חיפוש                                 |                                                                           |                                           |
| 2003   | לחישות                                             |                                                                           |                                           |
| 2004   | בראשית'                                            |                                                                           |                                           |
| 2005   | להציל נסיכה                                        | Even dragons get scared                                                   |                                           |
| 2005   | לצייר בקלות                                        | Drawing Easily                                                            |                                           |
| 2013   | חיפוש – מילים ראשונות / פירות                      | The beetle that wants to learn – Fruit                                    |                                           |
| 2013   | חיפוש – מילים ראשונות / ירקות                      | The beetle that wants to learn – Vegetables                               |                                           |
| 2013   | חיפוש – מילים ראשונות / בגינה                      | The beetle that wants to learn – The Garden                               |                                           |
| 2013   | חיפוש – מילים ראשונות / חיות בר                    | The beetle that wants to learn – Wild Animals                             |                                           |
| 2014   | 24/8 – איך ליצור יום נוסף בשבוע ולהיות מגה-אפקטיבי | 24/8 - The Secret for being Mega-Effective by Achieving More in Less Time | 24/8 BuDo-Way - droga do MEGAefektywności |
| 2014   | איך מכרתי מיליון ספרים                             | How I sold 1 million books!                                               |                                           |
| 2014   | לטייל בעולם ולחיות את הייעוד שלך                   | Get out of the office and start living                                    |                                           |
| 2014   | איך לחיות בתודעת שפע ולהשיג את כל מבוקשך בחיים     |                                                                           |                                           |
| 2015   | חיפוש – מילים ראשונות / חג המולד                   | The beetle that wants to learn – Christmas                                |                                           |

## Bibliografija
- Offir, Amit (2018). Serbia Journal: Travel and Write of our Beautiful World. Bestseller Books Publishing House. стр. 170. ISBN 978-1721617081.

## Spoljašnje veze
- Amit Offir's official author page at Amazon
- Amit Offir on Youtube
- One News - Malta TV interview
- - Vietnam TV interview
- - Vietnam TV summer camp interview in Vung Tau, Vietnam
- Amit Offir as presenter for Serbian tourism movie
- Amit Offir as presenter for Serbian tourism article
- Donation site of Bestseller Books Publishing House & Literury Agency